# Vorticifex solida
Vorticifex solida är en snäckart som först beskrevs av Dall 1870.  Vorticifex solida ingår i släktet Vorticifex och familjen posthornssnäckor. Inga underarter finns listade i Catalogue of Life.